# Задача Штурма — Лиувилля
Задача Шту́рма — Лиуви́лля, названная в честь Жака Шарля Франсуа Штурма и Жозефа Лиувилля, состоит в отыскании нетривиальных (то есть отличных от тождественного нуля) решений на промежутке {\displaystyle (a,\;b)} уравнения Штурма — Лиувилля
{\displaystyle L[y]=\lambda \rho (x)y(x),}
удовлетворяющих однородным краевым (граничным) условиям
{\displaystyle {\begin{array}{l}\alpha _{1}y'(a)+\beta _{1}y(a)=0,\qquad \alpha _{1}^{2}+\beta _{1}^{2}\neq 0;\\\alpha _{2}y'(b)+\beta _{2}y(b)=0,\qquad \alpha _{2}^{2}+\beta _{2}^{2}\neq 0;\\\end{array}}}
и значений параметра {\displaystyle \lambda }, при которых такие решения существуют.
Оператор {\displaystyle L[y]} здесь — это действующий на функцию {\displaystyle y(x)} линейный дифференциальный оператор второго порядка вида
{\displaystyle L[y]\equiv {\frac {d}{dx}}\left[-p(x){\frac {dy}{dx}}\right]+q(x)y(x)}
(оператор Штурма — Лиувилля или оператор Шрёдингера), {\displaystyle x} — вещественный аргумент.
Функции {\displaystyle p(x),\;p'(x),\;q(x),\;\rho (x)} предполагаются непрерывными на {\displaystyle (a,\;b)}, кроме того функции {\displaystyle p(x),\;\rho (x)} положительны на {\displaystyle (a,\;b)}.
Искомые нетривиальные решения называются собственными функциями этой задачи, а значения
{\displaystyle \lambda }, при которых такое решение существует — её собственными значениями (каждому собственному значению соответствует собственная функция).

## Постановка задачи

### Вид уравнения
Если функции {\displaystyle \rho } и {\displaystyle p} дважды непрерывно дифференцируемы и положительны на отрезке {\displaystyle [a,b]} и функция {\displaystyle q} непрерывна на {\displaystyle [a,\;b]}, то уравнение Штурма — Лиувилля вида
{\displaystyle (p(x)y')'-q(x)y+\lambda \rho (x)y=0}
при помощи преобразования Лиувилля приводится к виду
{\displaystyle -y''+q_{1}(x)y=\lambda y.\qquad (1)}
Поэтому часто рассматривают уравнение Штурма — Лиувилля в виде (1), функцию {\displaystyle q_{1}(x)} называют потенциалом. Изучаются задачи Штурма — Лиувилля с потенциалами из разных классов функций: непрерывными, {\displaystyle L} (суммируемыми), {\displaystyle L_{2}} и других.

### Виды краевых условий
- Условия Дирихле {\displaystyle y(a)=y(b)=0.}
- Условия Неймана {\displaystyle y'(a)=y'(b)=0}
- Условия Робена {\displaystyle y'(a)-hy(a)=0,\quad y'(b)+Hy(b)=0.}
- Смешанные условия: условия разных видов в разных концах отрезка {\displaystyle [a,\;b]}.
- Распадающиеся краевые условия общего вида

{\displaystyle {\begin{array}{l}\alpha _{1}y'(a)+\beta _{1}y(a)=0,\qquad \alpha _{1}^{2}+\beta _{1}^{2}\neq 0;\\\alpha _{2}y'(b)+\beta _{2}y(b)=0,\qquad \alpha _{2}^{2}+\beta _{2}^{2}\neq 0.\\\end{array}}}
- Периодические условия {\displaystyle y(a)=y(b),\quad y'(a)=y'(b)}.
- Антипериодические условия {\displaystyle y(a)=-y(b),\quad y'(a)=-y'(b)}.
- Общие краевые условия

{\displaystyle a_{i1}y(a)+a_{i2}y'(a)+a_{i3}y(b)+a_{i4}y'(b)=0,\quad i=1,\;2.}
В последнем случае обычно накладываются дополнительные условия регулярности на коэффициенты {\displaystyle a_{ij}}.
Для удобства произвольный отрезок {\displaystyle [a,\;b]} часто переводят в отрезок {\displaystyle [0,\;l]} или {\displaystyle [0,\;\pi ]} с помощью замены переменной.

### Оператор Штурма — Лиувилля
Оператор Штурма — Лиувилля
{\displaystyle Ly=-{\frac {1}{\rho (x)}}{\Bigl (}{\frac {d}{dx}}\left[p(x){\frac {d}{dx}}y\right]-q(x)y{\Bigr )}}
представляет собой частный случай линейного дифференциального оператора
{\displaystyle p_{0}(x)y^{(n)}+p_{1}(x)y^{(n-1)}+\ldots +p_{n}(x)y.}
Область определения оператора {\displaystyle L} состоит из дважды непрерывно дифференцируемых на отрезке {\displaystyle [a,\;b]} функций {\displaystyle y}, удовлетворяющих краевым условиям задачи Штурма — Лиувилля.
Таким образом, задачу Штурма — Лиувилля можно рассматривать как задачу на собственные значения и собственные функции оператора {\displaystyle L}: {\displaystyle Ly=\lambda y}. Если функции {\displaystyle p,\ q,\ \rho } и коэффициенты краевых условий вещественные, оператор {\displaystyle L} является самосопряжённым в гильбертовом пространстве {\displaystyle L_{2}([a,\;b],\;\rho (x)\,dx)}. Следовательно, его собственные значения вещественны и собственные функции ортогональны с весом {\displaystyle \rho (x)}.

## Решение задачи

### Пример
Решение задачи Штурма — Лиувилля с нулевым потенциалом:
{\displaystyle -y''=\lambda y,\qquad (2)}
{\displaystyle y(0)=y(l)=0}
может быть найдено в явном виде. Пусть {\displaystyle \lambda =\rho ^{2}}. Общее решение уравнения (2) при каждом фиксированном {\displaystyle \lambda } имеет вид
{\displaystyle y(x)=A\sin \rho x+B\cos \rho x\qquad (3)}
(в частности, при {\displaystyle \rho =0} (3) дает {\displaystyle y(x)=Ax+B}). Из {\displaystyle y(0)=0} следует {\displaystyle B=0}. Подставляя (3) в краевое условие {\displaystyle y(l)=0}, получаем {\displaystyle A\sin \rho l=0}. Так как мы ищем нетривиальные решения, то {\displaystyle A\neq 0}, и мы приходим к уравнению на собственные значения
{\displaystyle \sin \rho l=0.}
Его корни {\displaystyle \rho _{n}={\frac {\pi n}{l}}}, следовательно, искомые собственные значения имеют вид
{\displaystyle \lambda _{n}=\left({\frac {\pi n}{l}}\right)^{2},\quad n=1,\;2,\;3,\;\ldots }
а соответствующие им собственные функции суть
{\displaystyle y_{n}(x)=\sin {\frac {\pi n}{l}}x,\quad n=1,\;2,\;3,\;\ldots }
(с точностью до постоянного множителя).

### Общий случай
В общем случае любое решение уравнения Штурма — Лиувилля
{\displaystyle -y''+q(x)y=\lambda y\qquad (4)}
представимо в виде линейной комбинации
{\displaystyle y(x)=AS(x,\;\lambda )+BC(x,\;\lambda )\qquad (5)}
его решений {\displaystyle S(x,\;\lambda )} и {\displaystyle C(x,\;\lambda )}, удовлетворяющих начальным условиям
{\displaystyle S(0,\;\lambda )=C'(0,\;\lambda )=0,\quad S'(0,\;\lambda )=C(0,\;\lambda )=1}.
Решения {\displaystyle S(x,\;\lambda )} и {\displaystyle C(x,\;\lambda )} образуют фундаментальную систему решений уравнения (4) и являются целыми функциями по {\displaystyle \lambda } при каждом фиксированном {\displaystyle x}. (При {\displaystyle q(x)\equiv 0} {\displaystyle S(x,\;\lambda )=\sin \rho x}, {\displaystyle C(x,\;\lambda )=\cos \rho x}, {\displaystyle \rho ={\sqrt {\lambda }}}).
Подставляя (5) в краевые условия {\displaystyle y(0)=y(\pi )=0}, получаем, что собственные значения совпадают с нулями характеристической функции
{\displaystyle \Delta (\lambda )=S(\pi ,\;\lambda ),}
аналитической во всей {\displaystyle \lambda }-плоскости.
В общем случае собственные значения и собственные функции не могут быть найдены в явном виде, однако для них получены асимптотические формулы:
{\displaystyle {\sqrt {\lambda }}_{n}=n+{\frac {c}{n}}+O\left({\frac {1}{n^{2}}}\right),\quad c={\frac {1}{2\pi }}\int _{0}^{\pi }q(\tau )\,d\tau ,}
{\displaystyle y_{n}(x)=\sin nx+O\left({\frac {1}{n^{2}}}\right),}
(в случае непрерывного на {\displaystyle [0,\;\pi ]} потенциала {\displaystyle q(x)}). При больших {\displaystyle n} собственные значения и собственные функции близки к собственным значениям и собственным функциям задачи из примера с нулевым потенциалом.

### Свойства собственных значений и собственных функций
- Существует бесконечное счетное множество собственных значений: {\displaystyle \lambda _{1}<\lambda _{2}<\ldots <\lambda _{n}<\ldots }
- Каждому собственному значению {\displaystyle \lambda _{n}} соответствует единственная с точностью до постоянного множителя собственная функция {\displaystyle y_{n}}.
- Все собственные значения вещественны.
- В случае граничных условий {\displaystyle y(a)=y(b)=0} и при выполнении условия {\displaystyle q(x)\geqslant 0} все собственные значения положительны {\displaystyle \lambda _{n}>0}.
- Собственные функции {\displaystyle y_{n}(x)} образуют на {\displaystyle [a,\;b]} ортогональную с весом {\displaystyle \rho (x)} систему {\displaystyle \{y_{n}(x)\}}:

{\displaystyle \int \limits _{a}^{b}y_{n}(x)y_{m}(x)\rho (x)\,dx=0,\quad n\neq m.}
- Имеет место теорема Стеклова.

### Численные методы решения
- Метод стрельбы. Чтобы решить задачу Штурма — Лиувилля с краевыми условиями Дирихле {\displaystyle y(a)=y(b)=0}, можно взять для исходного уравнения задачу Коши с начальными условиями {\displaystyle u(a)=0}, {\displaystyle u'(a)=\lambda } и вести пристрелку параметра {\displaystyle \lambda } до выполнения правого краевого условия.[9]
- Метод конечных разностей[10][11]. Строится конечно-разностная аппроксимация, которая позволяет заменить задачу Штурма — Лиувилля задачей нахождения собственных значений матрицы.
- Метод дополненного вектора. Разностная собственная функция {\displaystyle y=\{y_{0},\;y_{1},\;\ldots ,\;y_{N}\}} дополняется компонентой {\displaystyle y_{N+1}=\lambda }. Относительно дополненного вектора получается нелинейная система, которая может быть решена методом Ньютона.[12]
- Метод Галёркина.[13]
- Вариационные методы.[14]

## Применение к решению уравнений в частных производных
Задачи Штурма — Лиувилля возникают при решении уравнений в частных производных методом разделения переменных.
В качестве примера рассмотрим краевую задачу для уравнения гиперболического типа:
{\displaystyle \rho (x)u_{tt}=(k(x)u_{x})_{x}-q(x)u,\quad 0<x<l,\;t>0,\qquad (6)}
{\displaystyle (h_{1}u_{x}-hu)_{|x=0}=0,\quad (H_{1}u_{x}+Hu)_{|x=l}=0,\qquad (7)}
{\displaystyle u_{|t=0}=\Phi (x),\quad u_{t|t=0}=\Psi (x).\qquad (8)}
Здесь {\displaystyle x} и {\displaystyle t} — независимые переменные, {\displaystyle u(x,\;t)} — неизвестная функция, {\displaystyle \rho }, {\displaystyle k}, {\displaystyle q}, {\displaystyle \Phi }, {\displaystyle \Psi } — известные функции, {\displaystyle h,\ h_{1},\ H,\ H_{1}} — вещественные числа. Будем искать не равные тождественно нулю частные решения уравнения (6), удовлетворяющие краевым условиям (7) в виде
{\displaystyle u(x,t)=Y(x)T(t).\qquad (9)}
Подстановка вида (9) в уравнение (6) дает
{\displaystyle {\frac {(k(x)Y'(x))'-q(x)Y(x)}{\rho (x)Y(x)}}={\frac {T''(t)}{T(t)}}.}
Так как {\displaystyle x} и {\displaystyle t} — независимые переменные, то равенство возможно только если обе дроби равны константе. Обозначим эту константу через {\displaystyle -\lambda }. Получаем
{\displaystyle T''(t)+\lambda T(t)=0,\qquad (10)}
{\displaystyle -(k(x)Y'(x))'+q(x)Y(x)=\lambda \rho (x)Y(x),\quad 0<x<l.\qquad (11)}
Подстановка вида (9) в краевые условия (7) дает
{\displaystyle h_{1}Y'(0)-hY(0)=0,\quad H_{1}Y'(l)+HY(l)=0.\qquad (12)}
Нетривиальные решения (6) — (7) вида (9) существуют только при значениях {\displaystyle \lambda }, являющихся собственными значениями задачи Штурма — Лиувилля (11) — (12) {\displaystyle \lambda _{n}}. Эти решения имеют вид {\displaystyle T_{n}(t)Y_{n}(x)}, где {\displaystyle Y_{n}(x)} — собственные функции задачи (11) — (12), {\displaystyle T_{n}(t)} — решения уравнения (10) при {\displaystyle \lambda =\lambda _{n}}. Решение задачи (6) — (8) находится в виде суммы частных решений (ряда Фурье по собственным функциям задачи Штурма — Лиувилля {\displaystyle Y_{n}(x)}):
{\displaystyle u(x,t)=\sum _{n=1}^{\infty }T_{n}(t)Y_{n}(x).}

## Обратные задачи Штурма — Лиувилля
Обратные задачи Штурма — Лиувилля состоят в восстановлении потенциала {\displaystyle q(x)} оператора Штурма — Лиувилля {\displaystyle -y''+q(x)y} и коэффициентов краевых условий по спектральным характеристикам. Обратные задачи Штурма — Лиувилля и их обобщения имеют приложения в механике, физике, электронике, геофизике, метеорологии и других областях естествознания и техники. Существует важный метод интегрирования нелинейных эволюционных уравнений (например, уравнения КдФ), связанный с использованием обратной задачи Штурма — Лиувилля на оси ({\displaystyle -\infty <x<\infty }).
Одного спектра (множества собственных значений) как правило недостаточно для того, чтобы однозначно восстановить оператор. Поэтому в качестве исходных данных обратной задачи обычно используют следующие спектральные характеристики:
1. Два спектра, соответствующие разным краевым условиям (задача Борга).
2. Спектральные данные, включающие в себя собственные значения и весовые числа, равные квадратам норм собственных функций в пространстве {\displaystyle L_{2}}.
3. Функцию Вейля — мероморфную функцию, равную отношению двух характеристических функций разных краевых задач.

Каждый из наборов данных 1 — 3 однозначно определяет потенциал {\displaystyle q(x)}. Кроме того, задание функции Вейля равносильно заданию двух спектров или спектральных данных, поэтому обратные задачи по данным 1 — 3 эквивалентны.
Существуют конструктивные методы решения обратных задач Штурма — Лиувилля, основанные на сведении нелинейных обратных задач к линейным уравнениям в некоторых банаховых пространствах.